# Aeroportul Alzintan
Aeroportul Alzintan (IATA: ZIS, ICAO: HLZN) este un aeroport din Libia ce deservește zona Zintan⁠(d).
Situat la o altitudine de 634 m, aeroportul dispune de o singură pistă.